# 685 Hermia
Hermia (asteroide 685) é um asteroide tipo S da cintura principal com um diâmetro de 10,95 quilómetros, a 1,797222 UA. Possui uma excentricidade de 0,1961712 e um período orbital de 1 221,08 dias (3,35 anos).
Hermia tem uma velocidade orbital média de 19,91928199 km/s e uma inclinação de 3,64796º.
Este asteroide foi descoberto em 12 de Agosto de 1909 por Wilhelm Lorenz.